# Marc Lloret
Marc Lluís Lloret i Isiegas (Barcelona, 17 de abril de 1973 - 2 de febrero de 2025) fue un músico y gestor cultural español. Fue teclista y uno de los fundadores del grupo Mishima, formación destacada del pop catalán desde 1999. Participó en álbumes como Lipstick Traces (2000), The Fall of Public Man (2003) y Trucar a casa. Recollir les fotos. Pagar la multa (2005), que marcó el cambio hacia las letras en catalán.

## Carrera artística
Además de su trabajo con Mishima, participó en otros proyectos musicales como Aperio Crus y Orange, y lideró su propia formación, Felicidad Blanc. Su dedicación a la música no se limitó solo a la interpretación, ya que también fue periodista de formación y desempeñó un papel importante en el sector discográfico.
Además de su labor como músico, codirigió el festival PopArb de Arbúcies y fue director del Mercat de Música Viva de Vic (MMVV) durante catorce años, hasta 2024. En su etapa en el MMVV, contribuyó a consolidar el certamen como un espacio de encuentro para la industria musical. Su labor se centró en equilibrar la actividad profesional y la vertiente de festival, poniendo énfasis en su rol como plataforma para la contratación musical.
Lloret destacó por su humildad y rigor; fue un músico discreto, elegante y con un sentido del humor sutil. Falleció en 2025 después de ser diagnosticado con cáncer de pulmón en 2022.